# Chiesa di Sant'Agostino (Palermo)
La chiesa di Sant'Agostino è una chiesa di Palermo, situata nel quartiere del Capo.

## Storia

### Epoca normanno - svevo - angioina
- 1115, È documentato in epoca normanna il primitivo luogo di culto ospitante il sepolcro di Niccolò Majda.[1]
- 1244 - 1275, Datazione controversa circa la costruzione del convento dell'Ordine di Sant'Agostino.[2]
- 1266 - 1285, Dedicazione sotto il titolo di chiesa dei Santi Dionisio Rustico e Eleuterio rappresentanti la nazione francese, regnante Carlo I d'Angiò.[3] San Dionigi, San Rustico diacono, Sant'Eleuterio presbitero.
- 1278, All'Ordine di Sant'Agostino è concessa la chiesa dei Santi Dionisio Rustico e Eleuterio.[2]
- XIII secolo, Il prospetto principale d'epoca angioina reca gli emblemi delle casate Sclafani e Chiaramonte.[2]
- 1306, Mutazione del titolo della Cappella di San Niccolò in Cappella di San Martino in seguito in Cappella della Madonna del Soccorso per la devozione e venerazione verso la Madonna del Soccorso, in seguito diffusa in tutto l'ordine agostiniano, con i passaggi di patronato dalla famiglia Majda alla De Belvis, infine al nucleo familiare dei Landolina.

### Epoca aragonese
- 1504, Rifacimento dell'abside con posa dell'Arco marmoreo, opera commissionata a Giuliano Mancino con la collaborazione di Bartolomeo Berrettaro, raffigurante la Madonna del Soccorso e scene di vita di Sant'Agostino, Dio Padre Onnipotente, l'Annunciazione, la pala d'altare sorretta dalle figure delle Virtù Cardinali e Sarcofago di Giorgio Bracco con raffigurate le Virtù Teologali. Due portali comunicanti rispettivamente con la sacrestia e col convento. Capolavoro fastoso caratterizzato da un'esuberante decorazione con immagini di santi agostiniani incastonati all'interno di tondi arricchiti da decorazioni fitoformi. Realizzazione del Sarcofago di Giorgio Bracco. I titolari del patronato del cappellone i componenti della famiglia Bracco, Geraci - Ventimiglia[4][5]

### Epoca spagnola
- 1512 21 settembre, Solenne consacrazione e dedicazione presieduta dall'arcivescovo di Cartagine Condruxeyo Ludovico[4]
- 1627, Restauro. I lavori d'ingrandimento del tempio consentono il ritrovamento del sepolcro di Niccolò Majda, l'interpretazione dell'iscrizione latina consente la collocazione temporale del primitivo nucleo in epoca normanna e comunque anteriore al 1115.[1]
- 1663, Causa incendio, seguono nuovi lavori di restauro sotto la direzione del pittore e architetto Gerardo Astorino. Col rifacimento della chiesa e con la riedificazione del nuovo cappellone del 1672 i manufatti marmorei dell'abside sono disassemblati.[6] Gli inserti scomposti superstiti sono collocati all'esterno della porta laterale destra.[5] Prima dell'evento erano documentate 14 cappelle e 21 altari.
- 1677, È rifatta la copertura della chiesa con l'attuale volta a botte con lunette che sostituisce il primitivo soffitto a travi.
- 1681, Le austere pareti interne sono ricoperte con uno spesso scialbo strato di intonaco per opera di Antonio Lombardo e Bernardo Infantolino.
- 1697, Giuseppe Musso esegue due puttini, una cortina e i motivi a cartocci tra le finestre.
- 1711 - 1728, Realizzazione del sontuoso apparato decorativo in stucco opera di Giacomo Serpotta.

### Epoca borbonica
- 1792 18 maggio, Solenne consacrazione presieduta dal vescovo in partibus Antonino Colonna[7]

### Epoca contemporanea
Il 16 maggio 1984 il cardinale Salvatore Pappalardo, ha eretto il tempio a santuario diocesano di Santa Rita da Cascia.

## Architettura

### Prospetto

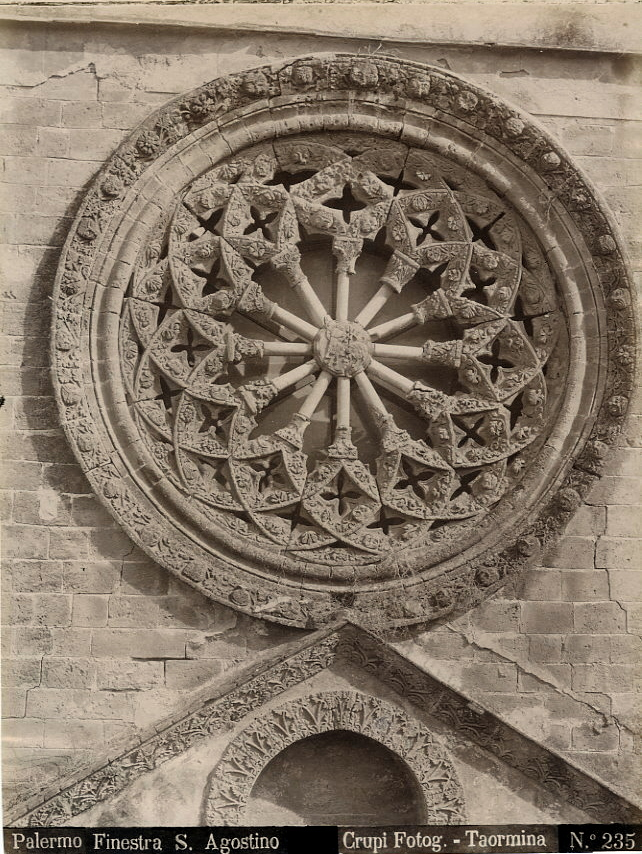
Il rosone centrale in una foto del XIX sec. di Giovanni Crupi

La costruzione è edificata per volere delle famiglie Chiaramonte e Sclafani nei primi anni del XIV secolo. Il timpano è a nicchie con prezioso rosone centrale che ingentilisce l'intera facciata. Al cento si staglia il bel portale gotico decorato con arabeschi e preziosi motivi fitoformi, bicromi e astratti, benché l'intero complesso sia improntato a impianto di stile romanico. Le strombature sono ottenute dalla sovrapposizione di tre archi a sesto acuto d'ampiezza progressivamente digradante. Nelle ghiere s'inseriscono eleganti intarsi in pietra lavica, di uguale finezza sono gli intagli del frontone. Spettacolare è il rosone formato dall'intreccio di dodici semicerchi intersecanti atti a formare una straordinaria composizione a sostegno di una raggiera formata da dodici colonnine il cui centro è rappresentato da un piccolo tondo recante scolpito l'Agnus Dei.

### Portale laterale
Su via «Sant'Agostino» si apre il portale laterale, espressione del rinascimento siciliano, opera attribuita a Domenico Gagini. L'ingresso laterale è caratterizzato per lo splendido portale culminante con una lunetta raffigurante la Madonna del Soccorso e angeli realizzata nel XVI secolo da un altro scultore. Tre santi agostiniani arricchiscono l'architrave e figure di Sante nei tondi decorano gli stipiti. Sulla sommità chiude il busto di Dio Padre benedicente.
Nel vestibolo adiacente è presente un sarcofago marmoreo del tardo periodo romano V - VI secolo con ritratto virile sostenuto da due figure alate. I due pavoni del sarcofago intenti a cibarsi ad un cesto di pane alludono a simbologie cristologiche. È presente un'acquasantiera su mensola del XVI secolo.
Il campanile chiude la prospettiva laterale di via Sant'Agostino.

### Interno

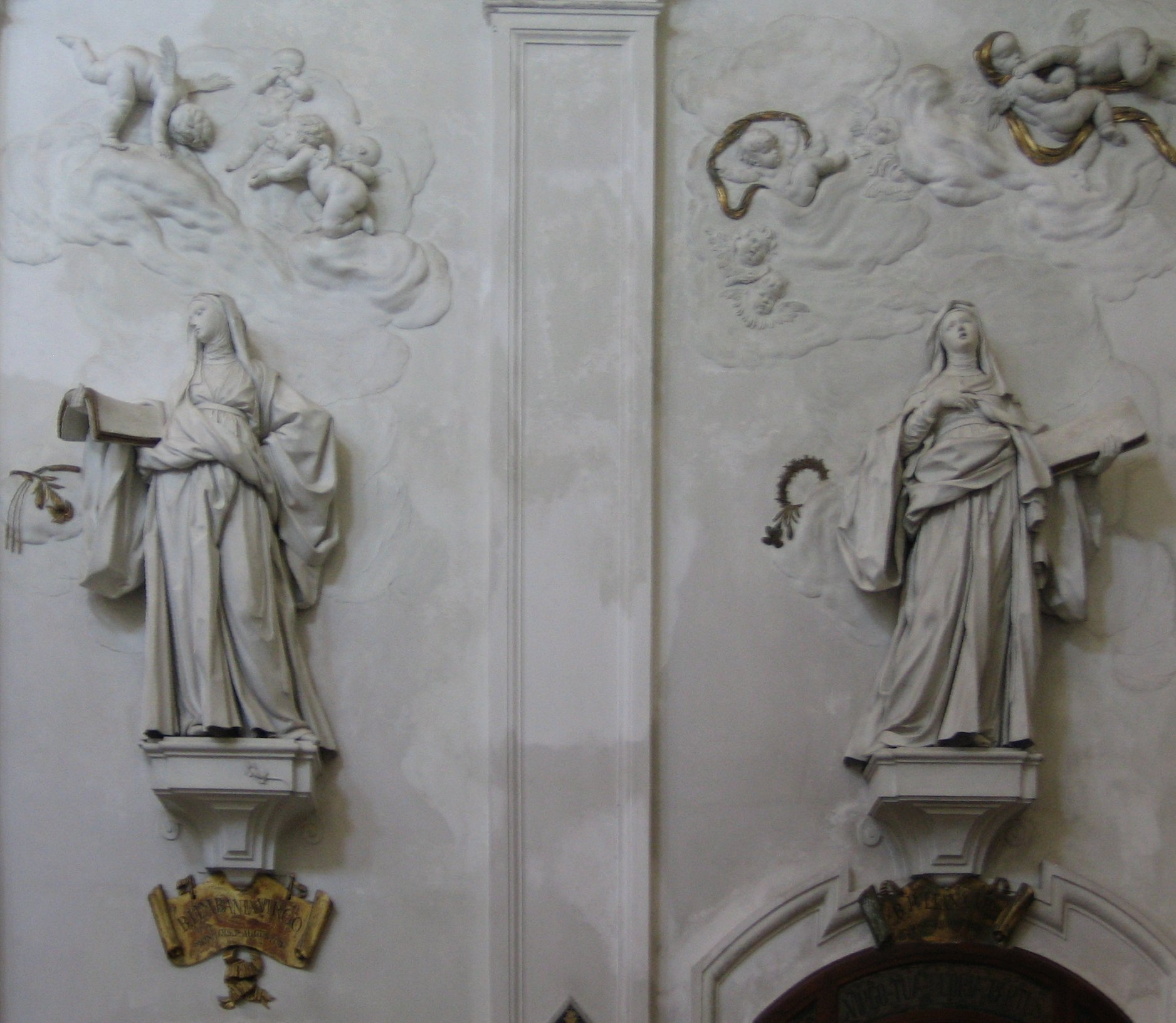
Stucchi del Serpotta.

- 1711 - 1728, È realizzata una fantastica macchina ornamentale in stucco con immagini allegoriche, di santi e beati, putti, angeli e nimbi: sul frontalino della mensola della statua di Santa Limbania a destra è presente una lucertola, una «serpotta» in siciliano, apposta come "firma" dell'autore.
  - Fra statue di santi e beati, disposte a vertici di un immaginario quadrato, ai lati delle cappelle mediane di Sant'Agostino sulla destra e di Santa Monica a sinistra, sono inserite coppie di statue allegoriche di virtù cardinali poste su nimbo, come ad indicare la loro immaterialità: la Mansuetudine e la Carità, la Sapienza e la Penitenza.
  - Dal punto di vista dell'osservatore il corteo processionale si apre con la coppia composta dalla Beata Rita da Cascia e la Beata Caterina, da Santa Limbania e del Beato Simone da Cascia, dal Beato Giovanni Reatino e la Beata Cristina, dal Beato Thomas da Kempis e la Beata Clara,[7] per chiudere con le statue del presbiterio di Sant'Agostino e Santa Monica.

Gioacchino di Marzo documenta il sepolcro di Sicilia Aprile † 1495, attribuito per stile a Francesco Laurana, opera oggi custodita nella Galleria Regionale della Sicilia di Palazzo Abatellis.

#### Navata destra

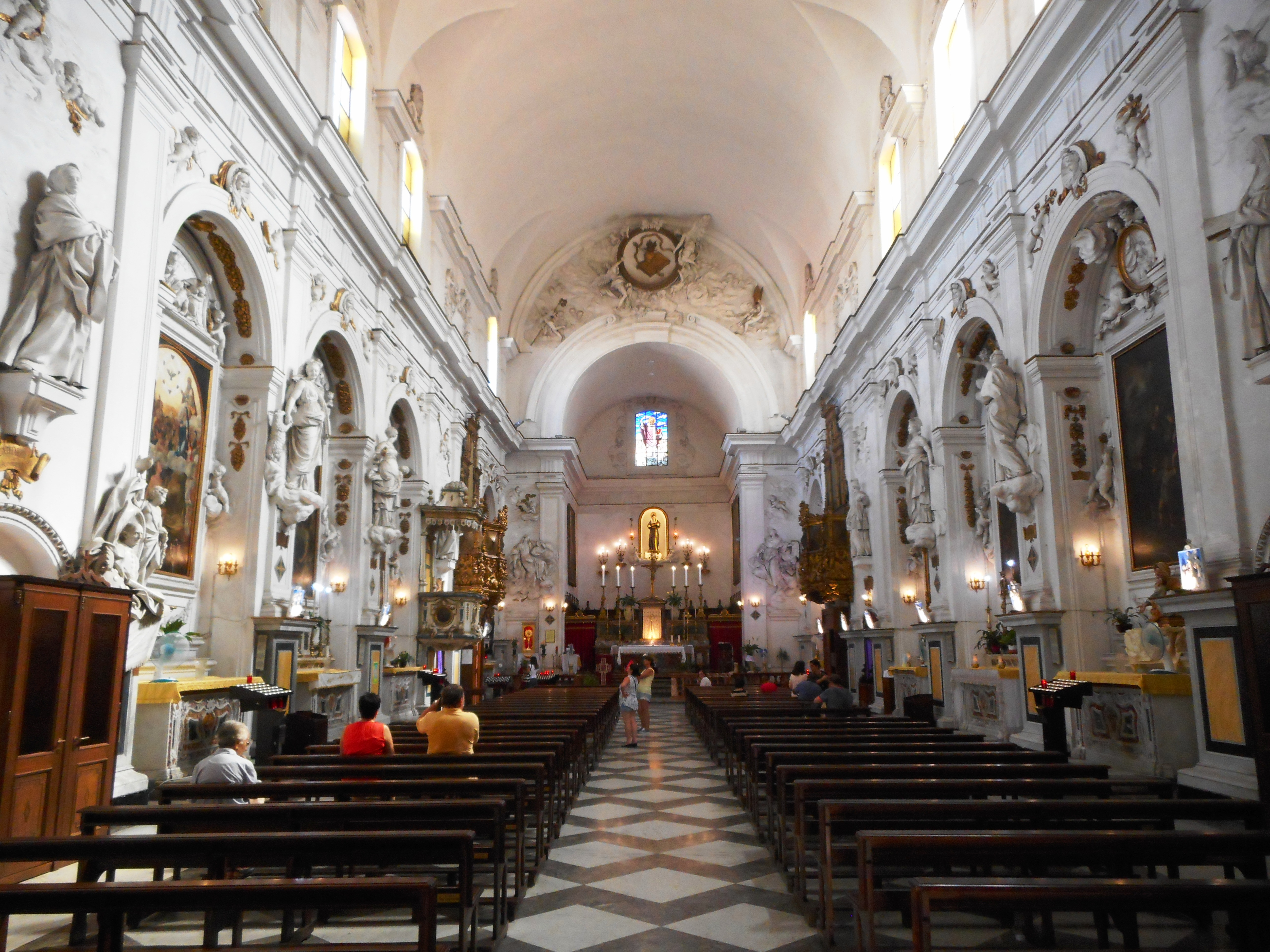
Interno della chiesa

L'interno, a navata unica, è il risultato delle trasformazioni seicentesche. A Giacomo Serpotta si deve l'intervento decorativo delle pareti spoglie.
- Prima Campata: Altare di San Guglielmo. Sull'altare la tavola raffigurante San Guglielmo di Simone de Wobreck del 1567. Nella lunetta è rappresentato un Episodio della vita di San Guglielmo.
- Seconda campata: Altare della Sacra Famiglia. Nel tondo sorretto da angeli sono raffigurati San Giuseppe e Gesù Bambino.
- Terza campata: Altare di Sant'Agostino: Quadro con Sant'Agostino vescovo scrive ispirato dallo Spirito Santo, opera di Vito Carrera. Nella lunetta è raffigurato Lo Spirito Santo discende su Sant'Agostino.
- Quarta campata: Altare di San Nicolò da Tolentino. Sull'altare il dipinto San Nicolò da Tolentino e Pietà di Antonio Grano. Nella lunetta è rappresentato il Miracolo dei Fiori.
- Porta laterale destra.
- Cantoria.
- Quinta campata: Altare della Madonna del Soccorso. La pala d'altare raffigurante la Madonna del Soccorso.[10] è costituita da due dipinti che si fanno risalire al XIV e XVI secolo.[6] Nella lunetta è raffigurato Il Padre Eterno.

#### Navata sinistra

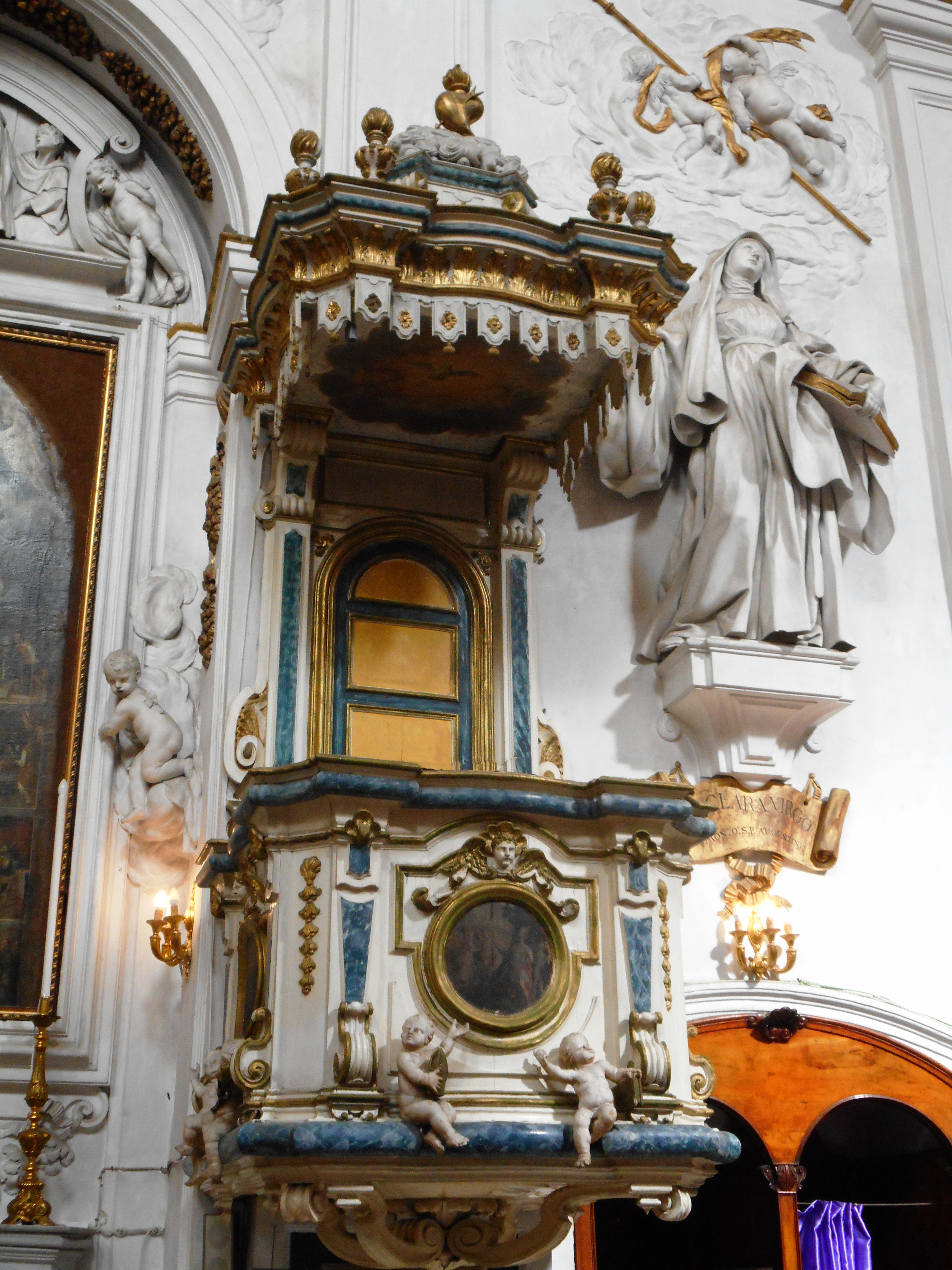
Pulpito

- PulpitoPrima campata: Altare di San Giovanni. Nella lunetta è raffigurato San Giovanni e il miracolo del pozzo.
- Seconda campata: Altare di San Sebastiano. Sull'altare il quadro di San Sebastiano e la Trinità[6] di Giuseppe d'Alvino detto il «Sozzo». Busto, medaglione in marmo e statua di Esculapio commemoranti il medico Francesco Medici opera di Ignazio Marabitti.[11] Nella lunetta è rappresentato l'episodio Donne lavano San Sebastiano morente. É documentato il dipinto raffigurante San Sebastiano di Simone de Wobreck realizzato in collaborazione dell'allievo Giulio Mosca risalente al 1587, una delle ultime opere dell'artista.
- Terza campata: Altare di Santa Monica. Fino al 1970 l'altare ospitava il simulacro di santa Rita da Cascia. Nella lunetta è raffigurata la Disputa di Sant'Agostino.
- Quarta campata: Altare di San Tommaso di Villanova. Sull'altare il quadro di San Tommaso di Villanova opera di Gaspare Vazzano detto lo Zoppo di Gangi.[11] In prossimità è collocato il pulpito ligneo intarsiato del XVIII secolo. Sovrasta l'altare l'Episodio vita di San Tommaso.
- Porta chiostro e sacrestia.
- Cantoria.
- Quinta campata: Altare del Crocifisso. È presente un Crocifisso ligneo[11] posto su un reliquiario di gusto barocco. L'edicola di marmo che fa da cornice risale al cinquecento. Nella lunetta è raffigurato Il sacrificio di Isacco.

## Il convento

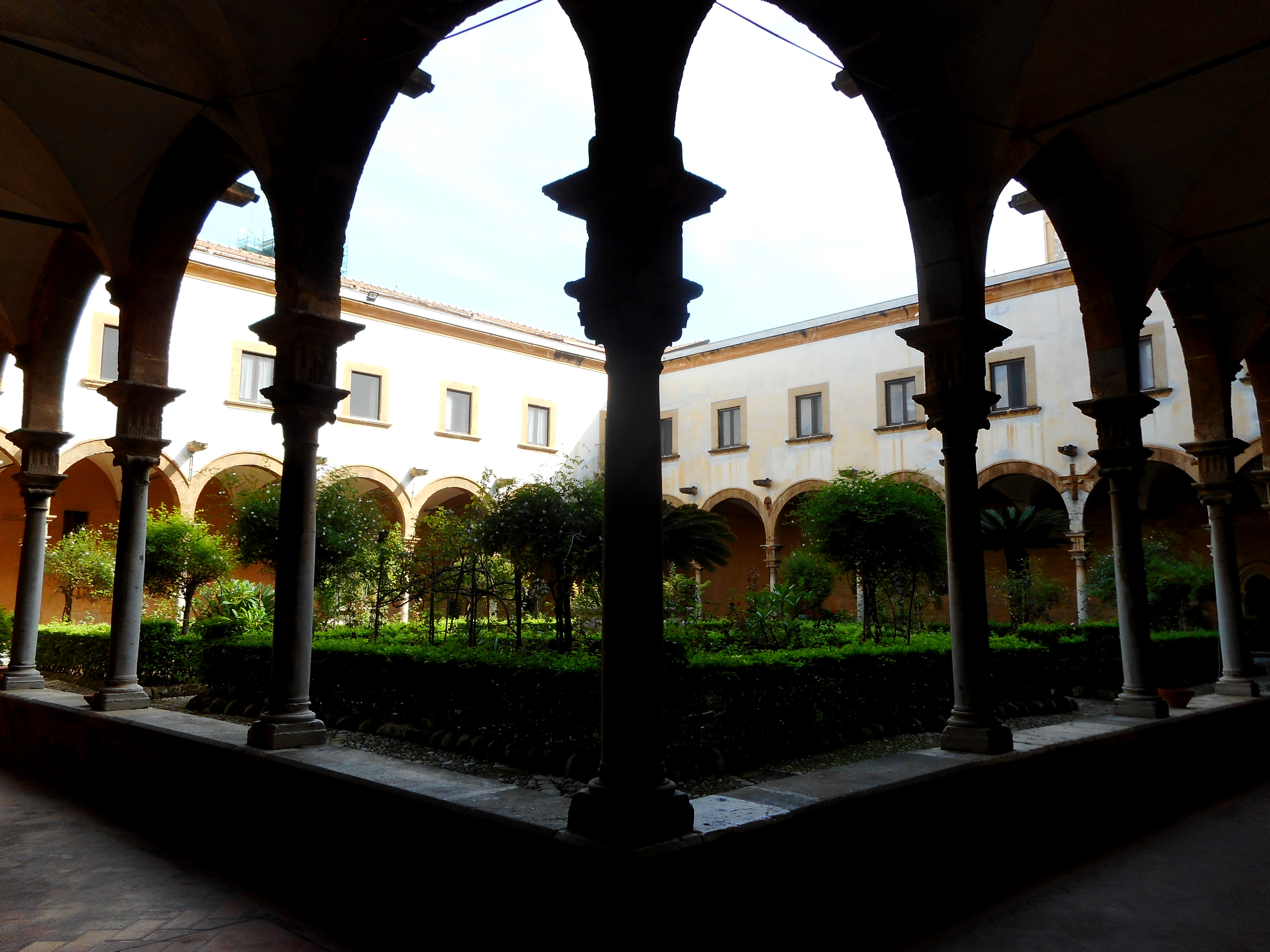
Chiostro di Sant'Agostino

- Chiostro di Sant'Agostino 1244 - 1275, Datazione controversa circa la costruzione del convento dell'Ordine di Sant'Agostino.[6][2]

Posto sul lato settentrionale della chiesa con accesso dalla navata sinistra è un chiostro con 28 colonne e portici attribuito a Vincenzo Gagini del 1560 circa. Il cortile è uno dei più grandi ubicati in città, sede dell'Oratorio della Congregazione della Madonna del Soccorso. I capitelli del chiostro recano gli stemmi delle famiglie gentilizie patrocinanti la costruzione. La fontana ottagonale al centro presenta sulla vasca, una piccola statua verosimilmente raffigurante Santa Ninfa. Nell'angolo sud occidentale si apre un robusto portale a sesto acuto affiancato da bifore, varco d'accesso all'antica sala capitolare. Tracce d'affreschi seicenteschi ornano volte e pareti, sono identificabili: un ciclo di vita di Sant'Agostino, le figure di San Girolamo e di San Gregorio. Il piccolo lavabo con putto su un grifone reggente lo stemma agostiniano, reca la data del 1775.
Il convento vantava 74 camere, il noviziato, lo studentato e una grande sala di studio. Il 7 luglio 1866 il governo italiano con l'eversione dell'asse ecclesiastico soppresse l'istituzione e i religiosi furono dispersi. La struttura divenne sede della questura.
Nel 1935, per aprire una strada, fu demolita una parte della costruzione. Dal 1937 alcuni religiosi agostiniani sono ritornati in possesso della chiesa e del convento, con la loro opera di restauro il sito ha ripreso in parte l'antico splendore.
Nel 2003 vi erano censiti quattro religiosi.
- XVIII secolo, Sant'Agostino Vescovo, dipinto, opera documentata di Antonio Grano.

### Congregazione della Madonna del Soccorso

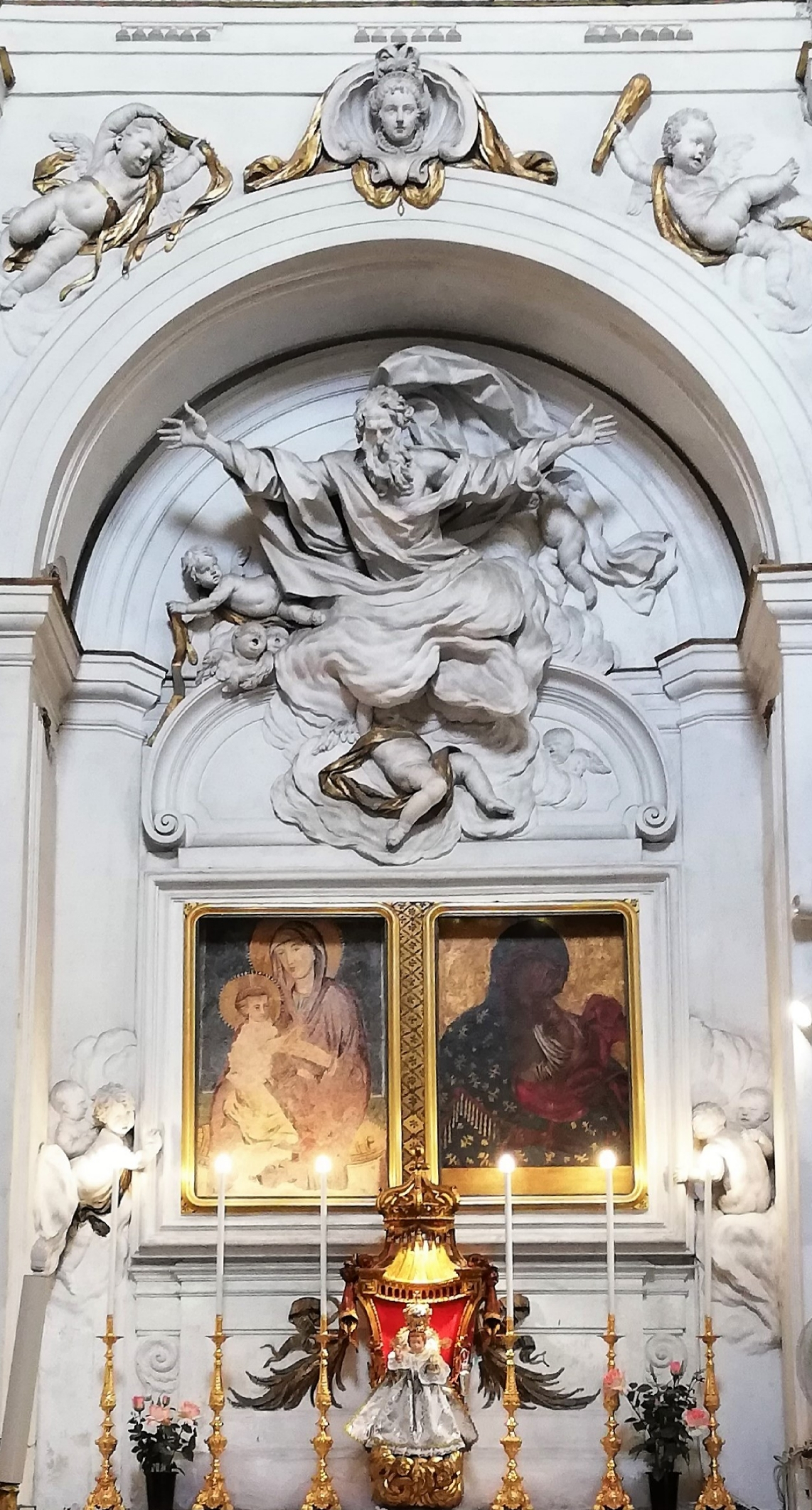
La cappella della Beata Vergine Maria del Soccorso

- Congregazione della Madonna del Soccorso[12]
- Oratorio della Congregazione della Madonna del Soccorso. Si accede all'ambiente dal chiostro della chiesa di Sant'Agostino, manufatti interamente rimaneggiati in anni recenti. Dell'antica fisionomia permangono le decorazioni a stucco settecentesche, le cui cornici definivano lo spazio delle finestre sui lati. La controfacciata dell'aula presenta i resti di un affresco raffigurante San Giuseppe e il Bambino. L'oratorio, dedicato alla Madonna del Soccorso, custodiva una copia della miracolosa immagine, oggi ubicata nella cappella all'interno del tempio.

## Feste religiose
- 22 maggio, "Festa di Santa Rita da Cascia" e rito delle rose.